# Le Tour-du-Parc
Le Tour-du-Parc (bret.: Tro-Park) ist eine französische Gemeinde mit 1.259 Einwohnern (Stand 1. Januar 2022) im Département Morbihan in der Region Bretagne.

## Geographie
Le Tour-du-Parc liegt an der Südküste der Rhuys-Halbinsel, zwischen den Flussmündungen des Penerf und des Kerboulico. Das Gemeindegebiet gehört zum Regionalen Naturpark Golfe du Morbihan. Nachbargemeinden sind Surzur im Nordosten, Damgan im Südosten, sowie Sarzeau im Westen. Wichtige Wirtschaftszweige sind der Tourismus und die Austernzucht.

## Bevölkerungsentwicklung
| Jahr                       | 1962 | 1968 | 1975 | 1982 | 1990 | 1999 | 2009 | 2019 |
| Einwohner                  | 483  | 502  | 583  | 571  | 672  | 741  | 1105 | 1210 |
| Quellen: Cassini und INSEE |      |      |      |      |      |      |      |      |

Die Einwohnerzahl der Gemeinde ist seit 1968 von 503 auf 1023 (Stand 2007) gewachsen. Der Anteil an Zweitwohnsitzen lag im Jahr 2007 bei ca. 45 % und somit wesentlich niedriger als in benachbarten Gemeinden wie Damgan und Pénestin.
Demographisch ist Le Tour-du-Parc geprägt durch einen erhöhten Anteil der Altersklassen 64 Jahre und älter (33 % gegenüber 21 % in der französischen Gesamtbevölkerung), während der Anteil der Altersklasse 0–44 Jahre deutlich niedriger ist (46 % verglichen mit 58 % in der französischen Gesamtbevölkerung).

## Geschichte
1864 wurde der Ortsteil Le Tour-du-Parc von Sarzeau abgetrennt und bekam eine eigene Gemeindeverwaltung.

## Baudenkmäler

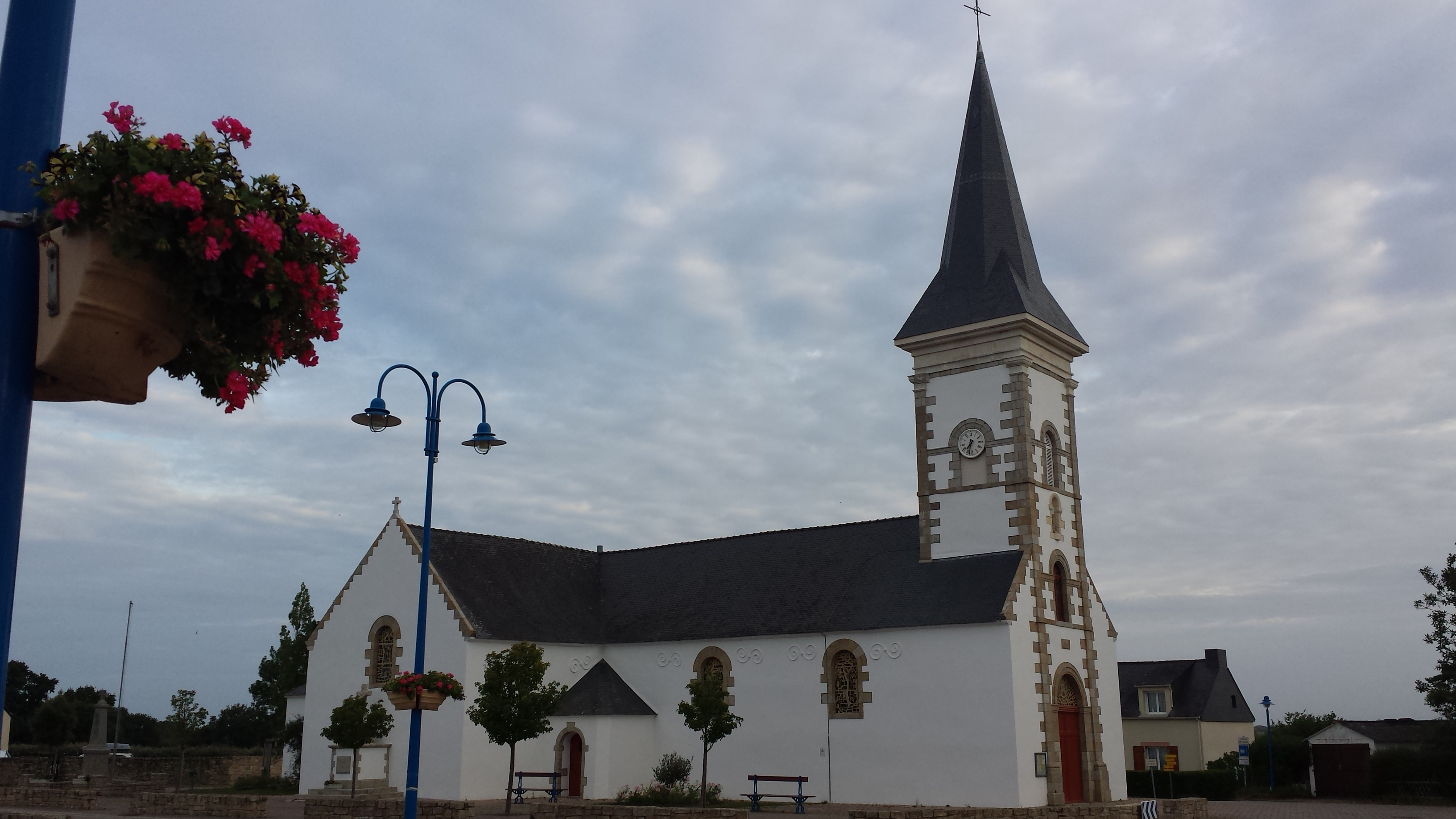
Kirche Saint-Vincent-Ferrier

- Manoir de Caden: Der heutige Bau stammt aus dem 15. Jahrhundert, wurde jedoch in den nachfolgenden Epochen immer wieder erweitert und umgebaut. Die Schlosskapelle stammt ebenfalls aus dem 15. Jahrhundert.
- Die Pfarrkirche Saint-Vincent Ferrier stammt aus der zweiten Hälfte des 19. Jahrhunderts.
- Weiterhin gibt es in der Gemeinde eine Reihe denkmalgeschützter Häuser aus der Zeit zwischen 17. und 19. Jahrhundert.